# 日本国際連合常駐代表
日本国際連合大使（にっぽんこくさいれんごうたいし）は、国際連合において日本政府代表部を代表する国連大使である。
日本は、国際連合本部があるアメリカ合衆国・ニューヨークに置かれる国際連合日本政府代表部（国際連合代表部）に、常駐代表と次席代表の2名の特命全権大使を派遣している。正式には、特命全権大使・国際連合日本政府常駐代表 および特命全権大使・国際連合日本政府次席代表である。特命全権大使以外に、大使・国際連合日本政府次席代表も派遣されている。国際連合代表部大使は、1954年（昭和29年）に日本の国際連合加盟に先立って設置され、1956年（昭和31年）12月18日の加盟に伴って国際連合代表部の指揮監督を行うようになった。外務省では重責の役職である。
また、国際連合欧州本部等があるスイス・ジュネーヴに置かれる在ジュネーブ国際機関日本政府代表部にも国際連合の専門機関等に対して日本政府を代表する特命全権大使が派遣されているが、一般に国連大使と言えば国際連合代表部に置かれた大使を指す。

## 日本の歴代国連代表部大使
常駐代表のみを記した
- 沢田廉三：1954年（昭和29年）4月1日 - 1955年（昭和30年）7月
- 加瀬俊一：1955年（昭和30年）7月 - 1957年（昭和32年）5月
- 松平康東：1957年（昭和32年）5月 - 1961年（昭和36年）5月
- 岡崎勝男：1961年（昭和36年）6月 - 1963年（昭和38年）6月
- 松井明：1963年（昭和38年）7月 - 1967年（昭和42年）7月
- 鶴岡千仭：1967年（昭和42年）7月 - 1971年（昭和46年）6月
- 中川融：1971年（昭和46年）6月 - 1973年（昭和48年）8月
- 斉藤鎮男：1973年（昭和48年）8月 - 1976年（昭和51年）4月
- 安倍勲：1976年（昭和51年）4月 - 1979年（昭和54年）7月
- 西堀正弘：1979年（昭和54年）7月 - 1989年（平成元年）2月
- 黒田瑞夫：1983年（昭和58年）2月 - 1986年（昭和61年）5月
- 菊地清明：1986年（昭和61年）5月 - 1988年（昭和63年）2月
- 加賀美秀夫：1988年（昭和63年）2月 - 1990年（平成2年）3月
- 波多野敬雄：1990年（平成2年）3月 - 1994年（平成6年）4月
- 小和田恆：1994年（平成6年）4月 - 1998年（平成10年）10月
- 佐藤行雄：1998年（平成10年）10月 - 2002年（平成14年）8月
- 原口幸市：2002年（平成14年）8月 - 2004年（平成16年）12月
- 大島賢三：2004年（平成16年）12月 - 2007年（平成19年）8月
- 高須幸雄：2007年（平成19年）8月 - 2010年（平成22年）8月
- 西田恒夫：2010年（平成22年）8月 - 2013年（平成25年）6月
- 吉川元偉：2013年（平成25年）6月 - 2016年（平成28年）6月
- 別所浩郎：2016年（平成28年）6月 - 2019年（令和元年）10月
- 石兼公博：2019年（令和元年）10月 - 2023年（令和5年）10月
- 山﨑和之：2023年（令和5年）10月 -